# Goncelin
Goncelin ist eine französische Gemeinde mit 2.452 Einwohnern (Stand: 1. Januar 2022) im Département Isère in der Region Auvergne-Rhône-Alpes; sie gehört zum Arrondissement Grenoble und zum Kanton Haut-Grésivaudan. Die Einwohner werden Goncelinois(es) genannt.

## Geografie
Goncelin ist eine Gemeinde im Tal des Grésivaudan an der Isère. Umgeben wird Goncelin von den Nachbargemeinden Saint-Vincent-de-Mercuze im Norden und Nordwesten, Le Cheylas im Norden, Crêts en Belledonne im Norden und Nordosten, Theys im Osten und Südosten, Tencin im Süden und Südwesten, La Terrasse im Südwesten sowie Le Touvet im Westen.
An der westlichen Gemeindegrenze führt auch die Autoroute A41 entlang. Durchquert wird die Gemeinde ferner von der früheren Route nationale 523 (heutige D523).

## Bevölkerungsentwicklung
| Jahr                       | 1962 | 1968 | 1975 | 1982 | 1990 | 1999 | 2006 | 2018 |
| Einwohner                  | 884  | 1136 | 1506 | 1467 | 1771 | 1937 | 2123 | 2470 |
| Quellen: Cassini und INSEE |      |      |      |      |      |      |      |      |

## Sehenswürdigkeiten
|  |  |  |

- Kirche Saint-Didier, 1297–1308 erbaut, aus dieser Zeit ist nur noch der Glockenturm erhalten, 1842 wurde die Kirche abgebrochen und 1849 wieder errichtet
- Wehrhaus (genannt Château Goncelin) der Familie von Goncelin aus dem 12. und 13. Jahrhundert
- Turm von Montpensard
- Waschhaus
- Alte Poststation

## Persönlichkeiten
- Justin Bonaventure Morard de Galles (1741–1809), Vize-Admiral
- Joseph Paganon (1880–1937), Politiker, Innenminister Frankreichs (1935/36)